# Зарічний (Новокузнецький район)
Зарі́чний (рос. Заречный) — селище у складі Новокузнецького району Кемеровської області, Росія. Входить до складу Сосновського сільського поселення.
Стара назва — Ферма 2-а.

## Населення
Населення — 351 особа (2010; 446 у 2002).
Національний склад (станом на 2002 рік):
- росіяни — 90 %